# Levenshulme
Levenshulme est une localité de la banlieue de Manchester, dans le Grand Manchester en Angleterre, située à environ 6,4 km au sud-est du centre ville de Manchester. Elle se trouve à proximité de Longsight, Gorton, Burnage, Heaton Chapel et Reddish. Levenshulme est traversée par la ligne ferroviaire reliant Manchester à Londres. Elle dispose par ailleurs d'une gare, la Levenshulme railway station, desservie par des lignes locales.
Levenshulme était autrefois située dans le Lancashire et avait le statut de ville. C'est une zone principalement résidentielle où l'industrie est très peu implantée, et dont l'économie est en grande partie basée sur le petit commerce. Elle a une population multi-ethnique de 12 691 habitants,.